# Västra Nöbbelövs kyrka
Ej att förväxla med Norra Nöbbelövs kyrka och Östra Nöbbelövs kyrka.
Västra Nöbbelövs kyrka är en kyrkobyggnad i Västra Nöbbelöv. Den tillhör Skivarps församling i Lunds stift.

## Kyrkobyggnaden
Salkyrkan härstammar från mitten av 1100-talet och försågs något senare med kyrktorn. Under 1300-talet byggdes långhuset ut och kyrkorummet försågs med valv. En intresset detalj i kyrka är den runda öppningen i koret och absidens valv. "Ljudkrukorna" som finns inuti kyrkan och syns som små hål i taket sattes in för att förbättra akustiken och förhindra ekoeffekter. Ett nytt kyrktorn byggdes väster om det gamla. Åren 1833–1834 uppfördes norra korsarmen. Under 1860-talet förstorades kyrkorummets fönster. Samtidigt höjdes kyrktornet som fick sitt nuvarande utseende med pyramidformad spira. En av de äldsta inventarier i kyrkan är dopfunten som är tillverkad i kalksten. Dopfunten tillverkades av Blentarpsgruppen.
I april 2003 började man restaurera kyrkorummets kalkmålningar från 1300-talet och i december samma år kunde kyrkan återinvigas. Takmålningarna i kyrka kan vara bland de bästa exemplen av målningar som framställts av Snårestadsmästaren. Egentligen var Snårestadsmästaren en grupp med konstnärer som sedan bildade en målarskola tillsammans. Målningarna i kyrkan tillkom under 1300-talet, de föreställer bland annat yttersta domen där Kristus sitter på en regnbågstron och till vänster om triumfbågen är de dödas uppståndelse avbildad.

## Orgel
- 1872 byggde Knud Olsen, Köpenhamn en orgel med 16 stämmor. Han hade orgeln utställd på Nordiska Industriutställningen i juli i Köpenhamn där den fick bra uppskattning.[3] Den kostade 2 600 danska rdr.
- Den nuvarande orgeln byggdes 1954 av A Mårtenssons orgelfabrik AB, Lund och är pneumatisk med slejflådor.

| Manual I        | Manual II    | Pedal         | Koppel   |
| Rörflöjt 8´     | Gedackt 8'   | Subbas 16´    | I/P      |
| Principal 4'    | Blockflöjt 8 | Kvintadena 4' | II/P     |
| Mixtur 2-3 chor | Principal 2' |               | II/I     |
|                 | Regal 8'     |               | II 16'/I |